# طب الجلد التنويمي

طب الجلد التنويمي (بالإنجليزية: Hypnodermatology)‏ هي تسميةٌ غير رسمية لاستخدام التنويم المغناطيسي في علاج الأمراض الجلدية التي تقع بين طب الأمراض الجلدية التقليدية وتخصصات الصحة العقلية.
يعتمد استخدام التنويم المغناطيسي في توفير الراحة لبعض الأمراض الجلدية على الملاحظات التي تشير إلى أن شدة المرض قد ترتبط بالقضايا العاطفية. بالإضافة إلى ذلك، استُخدِمَ العلاج بالتنويم المغناطيسي لاقتراح تحسن في الأعراض الجلدية، مثل الصدفية المزمنة، الأكزيما، السماك، الثآليل وداء الثعلبة.
قام فيليب دي شينفيلت، طبيب الأمرض الجلدية البحثي في كلية الطب بجامعة جنوب فلوريدا، بتحديد عشرين حالة جلدية أظهرت استجابة للتنويم المغناطيسي في العلاج، بدرجات متفاوتة من الأدلة. وتشمل هذه النتائج الناجحة في التجارب ذات الشواهد على الثؤلول الشائع والصدفية والتهاب الجلد التأتبي.
ذكرت مراجعة أجريت عام 2005 بواسطة مايو كلينك أن «مراجعة استخدام التنويم المغناطيسي في الأمراض الجلدية ساهمت في دعم نتائج العديد من الأمراض الجلدية التي لا يُعتقد أنها تحت السيطرة الواعية».ومن أكثر الحالات الجلدية التي دُرِسَت بشكل شامل فيما يتعلق بالعلاج بالتنويم المغناطيسي هي الصدفية والثآليل.
قد يكون للتنويم المغناطيسي آثار إيجابية على الأمراض الجلدية لدى البالغين والأطفال.وقد يساهم العلاج بالتنويم الإيحائي في تقليل بعض الأعراض كالحكة والإزعاج الناجمين عن وجود الثآليل وربما يقلل الآفات.

## روابط خارجية
- الأكاديمية الأمريكية لأطباء الأسرة
- مؤسسة الصدفية الوطنية